# Klasyczna teoria Łurii
Klasyczna teoria Łurii – jedna z głównych teorii opisujących funkcjonowanie płatów czołowych zaproponowana w 1973 roku przez radzieckiego psychologa Aleksandra Łuriję. 
Nazwał on płaty czołowe „trzecią strefą” regulującą organizm podczas procesów myślowych. Teoria zakłada, że płaty czołowe są odpowiedzialne za planowanie, regulację i ocenę ludzkiego zachowania, a w korze przedczołowej przeprowadzane są podstawowe procesy umysłowe oraz kontrola nad ogólnym stanem kory. Łurija zaobserwował u pacjentów z uszkodzonymi płatami czołowymi, że złożone zachowania mogą być zastępowane przez bardziej prymitywne lub niestosowne do danej sytuacji. Pacjenci mieli również problem z podejmowaniem decyzji i rozwiązywaniem problemów. Uszkodzenia bocznej części płatów wiązały się z zakłóceniami w zachowaniu ruchowym.
Teoria sugeruje, że płaty czołowe działają jak filtratory usuwające ze świadomości nieistotne lub zbędne informacje. Problemy ze skupieniem wiążą się zatem z niemożliwością ignorowania nieistotnych informacji, a kiepska pamięć ze słabą zdolnością wyciszania innych wspomnień.